# إيفون بيكار
إيفون بيكار (بالفرنسية: Yvonne Picard)‏ هي فيلسوفة فرنسية، ولدت في 1 أغسطس 1920 في أثينا في اليونان، وتوفيت في 9 مارس 1943 في معسكر أوشفيتز بيركينو ‏ في بولندا.